# Димитър Бойдашев
Димитър Бойдашев е български фармацевт и общественик.

## Биография
Роден е на 29 септември 1879 г. в Стара Загора. През 1896 г. завършва Държавното педагогическо училище в Казанлък. В 1898 г. се явява на изпит в София за помощник-фармацевт. От 1899 г. е редактор на „Български фармацевтичен вестник“ – първият фармацевтичен вестник в страната. През септември 1900 г. започва да учи висше образование – фармация в Бавария. От 1906 г. е аптекар в българската болница „Евлоги Георгиев“ в Цариград. Няколко години по-късно се установява в Стара Загора, където отваря дрогерия срещу църквата „Св. Богородица“. През 1922 г. дрогерията става аптека. Същевременно, от 1910 г. е помощник-аптекар в държавната болница в Стара Загора. Участва в Балканската и Междусъюзническата война. През 1933 г. започва да учи Дипломация и консулство в Софийския университет, а след това в Духовния отдел на университета. Отваря аптека в София. По време на Втората световна война, през 1941 г., е мобилизиран в Свиленград. След национализацията, аптеката му е одържавена, а той е изпратен в Хайредин, където е управител на държавна аптека. По-късно се връща в София. Умира на 16 април 1958 г. в София.
Дарява средства и е член на дружество „Театър“, Археологическото дружество „Августа Траяна“, дружеството за сираци „Добрий Самарянин“.